# Seznam slovenskih ragbistov
Seznam slovenskih ragbistov.

## Seznam

### B
- Žiga Burnik

### D
- Guillaume Delmas
- Domen Dobnikar

### F
- Žan Fogec

### G
- Peter Gobec

### H
- Tit Hočevar

### J
- Iztok Javornik

### K
- Peter Kavčič
- Michael Kovacic

### L
- Lev Lah

### M
- Igor Mihelič
- Grega Miljuš
- Simon Mostar

### O
- Gal Okič
- Igor Okič

### P
- Blaž Pilko
- Tadej Puš

### R
- Enej Radelj Šemrov

### S
- Jaka Sajevic
- Lovro Sambol
- Frank Joseph Skofic
- George Skofic
- Jack Skofic
- Max Skofic

### Š
- Jernej Šercer

### T
- Anže Troppan

### Ž
- Črt Železnik